# Annuario Pontificio

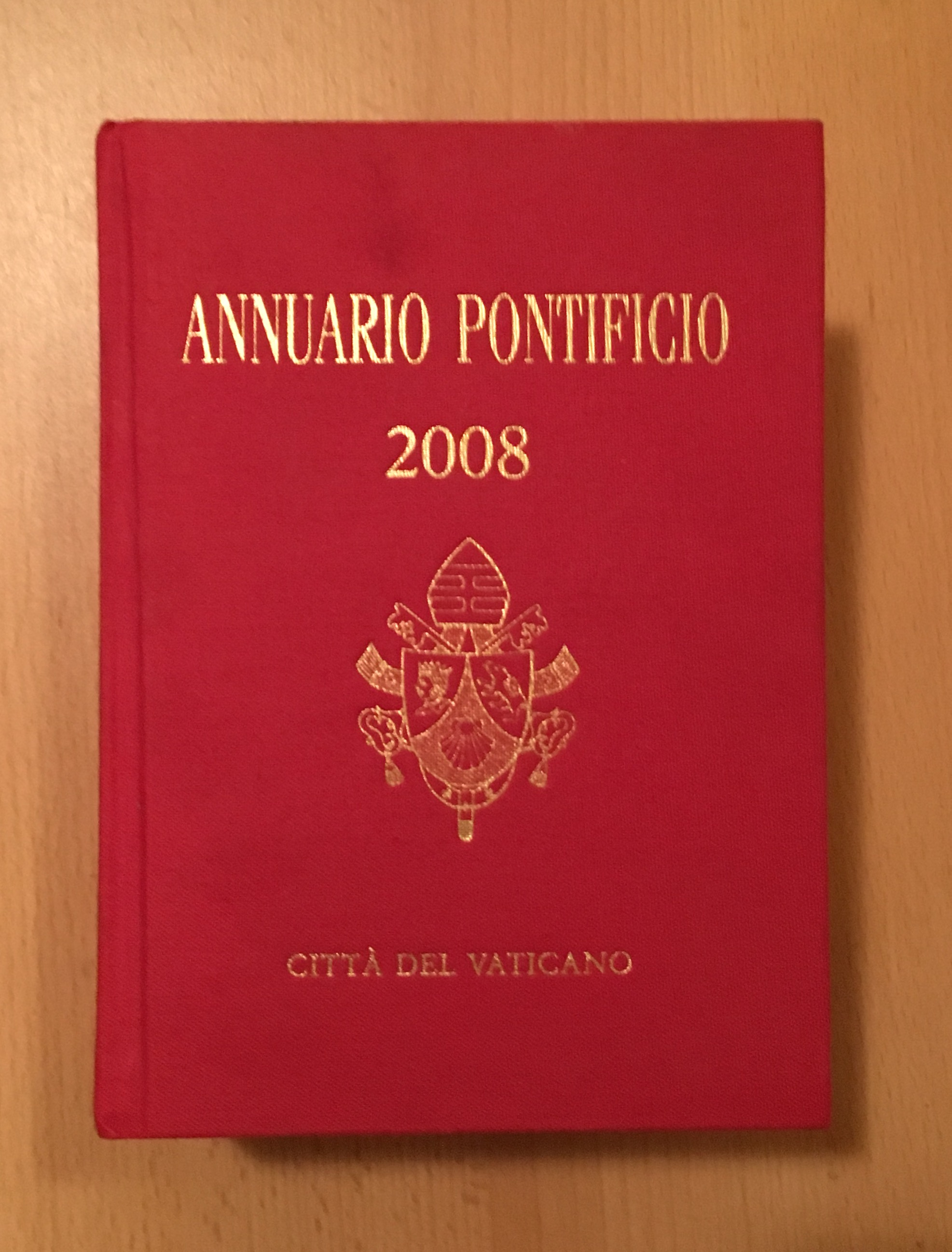
Annuario Pontificio z roku 2008

Annuario Pontificio je papežský katalog (papežská ročenka) vydávaný každoročně Svatým stolcem. Pod tímto názvem vychází od roku 1912.

## Obsah
Uvádí v seznamu přehled všech papežů a všech důležitých členů římských kongregací papežské kurie.
Jsou v něm uvedeni kardinálové a biskupové z celého světa, diecéze se statistikami a souvisejícími údaji, zastupitelské úřady Svatého stolce, vyslanci akreditovaní u Svatého stolce a představení řeholních institutů se statistických údaji o každém z nich.
Katalog také obsahuje seznam čestných prelátů Jeho Svatosti, kteří mají titul Monsignore.
Annuario Pontificio, které je dáno k běžnému užívání má červené desky. Annuario Pontificio s bílými deskami, zlatou ořízkou a schránkou je určeno pro Jeho Svatost. Katalog je sestaven Ústředním statistickým úřadem katolické církve a je publikován v italštině vatikánským vydavatelstvím Libreria editrice vaticana.

## Historie
Úřední přehledy osob, působících na vysokých církevních pozicích, existovaly již dříve, ale katalogy podobného typu jako je Annuario Pontificio existovaly polooficiálně až od 18. století.
V letech 1716–1859, s přestávkami, byla papežská ročenka publikována římským vydavatelstvím Chracas (ve formě Diario ordinario) opatřené titulem Informace pro rok ...
V roce 1851 začal vydávat Svatý stolec Gerarchia di Santa Chiesa cattolica apostolica romana e di ogni rito, con notizie storiche (česky Hierarcie Svaté římskokatolické apoštolské církve a všech ritů, s historickými údaji), který v roce 1860 převzal funkci pontifikální ročenky. Byla to první ročenka tohoto typu, vydávaná Svatým stolcem. Její sestavení bylo svěřeno vydavatelství Giornale di Roma. Tato ročenka přestala vycházet 19. září 1870, v období kdy zanikl Papežský stát a jeho vydavatelství.
V roce 1872 vydavatelství bratrů Monaldi začalo vydávat svou vlastní ročenku s názvem La gerarchia cattolica e la corte pontificia per l'anno... (Katolická hierarchie a papežský dvůr v roce…) s dodatkem, který obsahoval různé informace o Svatém stolci.
V roce 1885 Tipografia poliglotta vaticana převzala tuto katalogovou práci a začala vydávat „polooficiální“ údaje. V letech 1899–1904 se zveřejněné údaje považovaly již za oficiální, ale od roku 1904 se staly oficiálním zdrojem Acta Sanctae Sedis (dnes Acta Apostolicae Sedis), které byly deklarovány jediným úředním zdrojem zveřejněným Svatým stolcem. V roce 1912 katalog změnil název na Annuario pontificio. V letech 1912–1924, začal katalog uveřejňovat nejen jmenné seznamy, ale i stručné údaje o římským kongregacích a kancelářích papežského dvoru. Tento zvyk byl pak opět obnoven v roce 1940.
V ročníku 2013 se objevil poprvé titul „emeritní papež“, v důsledku odstoupení Benedikta XVI. z úřadu.

## Podobné publikace
Za předchůdce Annuaria pontificio může být považován také Liber Pontificalis nebo kniha papežů, které od středověku byly shromážděny do série krátkých životopisných údajů o papežích. Od roku 1888, po dobu několika let, začalo pařížské vydavatelství Maison de la bonne presse vydávat podobné dílo ve francouzštině pod názvem Annuaire pontifical catholique, non compilato dalla Santa Sede. Toto dílo obsahovalo řadu dalších informací, včetně podrobných historických článků o Švýcarské gardě a vatikánských apoštolských palácích.